# Preble megye
Preble megye az Amerikai Egyesült Államokban, azon belül Ohio államban található. Megyeszékhelye és legnagyobb városa Eaton. Lakosainak száma 40 999 fő (2020. április 1.). Preble megye Darke, Butler, Montgomery, Union és Wayne megyékkel határos.

## Népesség
A megye népességének változása:
| Lakosok száma | 42 183 | 42 037 | 41 873 | 41 732 | 41 329 | 40 999 |
|               | 2010   | 2011   | 2012   | 2013   | 2015   | 2020   |